# Tabarsaran
560–722
Entités précédentes :
- Albanie du Caucase

Entités suivantes :
- émirat d'Arménie
- califat omeyyade

Le Tabarsaran était une principauté du Caucase qui existait sous le roi sassanide Khosro Ier au milieu du VIe siècle. 

## Géographie
Au XVIIe siècle, le Tabasaran comprenait l’ensemble du district actuel de Tabasaran, Khivsky, une partie du district de Derbent du Daghestan et une partie du district de Shabran en Azerbaïdjan. Au nord, il était bordé par Kaitag, au sud-est par Derbent et au sud par Kyurin. 

## Populations
La population de Tabasaran n’était pas homogène et se composait de Tabasarans, de Lezgins, d’Azerbaïdjanais, de Terekemens, de Juifs des montagnes et de Tats.

## Histoire
Son souverain portait le titre de Chah de Tabarsaran accordé accordé par le roi Khosro Ier en 560.
En 642, il est passé sous domination arabe. Le shah payait donc un tribut au Califat.
En 722, après que le Tabarsaran ait proclamé son indépendance, les arabes pillent la capitale, mettent fin au Tabarsaran et installent Muhammad III ibn Yazid à la tête de la région.